# Abagadasset River
Abagadasset River – rzeka w stanie Maine w Stanach Zjednoczonych.

## Etymologia
Abagadasset w język abenackim oznacza „strumień wychodzący spomiędzy gór” lub „biegnący wzdłuż krętego wybrzeża”.

## Opis
Rzeka płynie przez hrabstwo Sagadahoc w stanie Maine  w regionie Nowej Anglii w północno-wschodniej części Stanów Zjednoczonych na wybrzeżu Oceanu Atlantyckiego. Uchodzi do Merrymeeting Bay a jej długość wynosi 15 mil (ok. 24 km). W jej wodach żyją m.in. jesiotr atlantycki i aloza amerykańska.
Pierwsi osadnicy przybyli do ujścia Abagadasset River i Cathance River ok. 1730 roku, gdzie założyli Bowdoinham. 